# Burkard Hillebrands
Burkard Hillebrands, Prof. Dr. (nacido en 1957) es un físico alemán y profesor de física. Es el líder del grupo de investigación sobre magnetismo en el Departamento de Física  de la Technische Universität Kaiserslautern.

## Investigación
El campo de investigación de Burkard Hillebrands es principalmente la espintrónica. Sus intereses especiales son la dinámica de espín y la magnónica, las propiedades de los materiales de películas magnéticas delgadas, heteroestructuras y nanoestructuras multicapas. En el campo de la dinámica de espín y la magnónica, está particularmente interesado en las propiedades de las ondas de espín y sus cuantos, magnones y su aplicación a las futuras tecnologías de la información. También está interesado en la investigación sobre excitaciones magnéticas dinámicas en estructuras magnéticas confinadas, fenómenos de propagación de ondas de espín lineales y no lineales, gases y condensados magnónicos, supercorrientes magnónicas, cristales magnónicos y almacenamiento magnético. Otro foco de interés se encuentra en los fenómenos de transporte de espín, en particular en los procesos de conversión entre magnón, espín y corrientes de carga (efectos Hall de espín, efectos de espín Seebeck). Su interés técnico particular radica en el desarrollo de técnicas de espectroscopía de dispersión de luz Brillouin con resolución de espacio, tiempo y fase y técnicas de efecto Kerr con resolución temporal.